# Nilvange

Eisenhüttenwerk (ca. 1950)

Arbeiter-Warteschlange an einem Sonntag (unterer Bildrand, ca. 1950)

Nilvange (deutsch Nilvingen, früher auch Nülvingen) ist eine französische Kleinstadt mit 4375 Einwohnern (Stand 1. Januar 2022) im Département Moselle in der Region Grand Est (bis 2015 Lothringen). Sie gehört zum Arrondissement Thionville.

## Geographie
Die Bergarbeitersiedlung liegt im ehemaligen Bergbaurevier Lothringens, einige Kilometer westlich von Thionville (deutsch Diedenhofen) auf einer Höhe zwischen 193 und 376 m über dem Meeresspiegel. Das Gemeindegebiet umfasst 2,81 km². 
Die Anschlussstelle Nilvange an der Autoroute A30 liegt südlich des Kernortes.

## Geschichte
Das Dorf Nilvingen hatte zum Bistum Metz gehört. Es wurde 875 in einer von Ludwig dem Deutschen für die Benediktiner-Abtei St. Glossinde in Metz ausgestellten Urkunde als Nelvendis erwähnt.
Nach dem Frieden von Frankfurt vom 10. Mai 1871 kam Nilvingen zusammen mit 19 weiteren Orten von Französisch-Lothringen durch Gebietsaustausch an Deutschland, wo es dem Kreis Diedenhofen-West im Bezirk Lothringen des Reichslandes Elsaß-Lothringen zugeordnet wurde.
Vor Beginn der Industrialisierung der Region ernährten sich die Bewohner des kleinen Dorfs Nilvingen vom Getreide-, Wein-, Obst- und Gemüsebau sowie von der Viehzucht. Am Anfang des 20. Jahrhunderts hatte das Dorf Eisenerzbergbau und ein Walzwerk.
Nach dem Ersten Weltkrieg musste Nivlingen aufgrund der Bestimmungen des Versailler Vertrags an Frankreich abgetreten werden. Während des Zweiten Weltkriegs war der Ort von der deutschen Wehrmacht besetzt.

### Wappen
Auf dem Gemeindewappen lassen sich die früheren Herrschaften noch ablesen: der Löwe steht für die Herren von Florange, der rote Rahmen für die Abtei St. Glossinde in Metz. Die gekreuzten Hämmer symbolisieren die Tradition des Bergbaues und der Eisenverhüttung.

### Demographie
| Jahr | Einwohner | Anmerkungen |
| ---- | --------- | --- |
| 1793 | 121       | [ 7 ] |
| 1806 | 104       | [ 7 ] |
| 1821 | 163       | [ 7 ] |
| 1841 | 189       | [ 7 ] |
| 1861 | 296       | [ 1 ] [ 7 ] |
| 1871 | 273       | auf einer Fläche von 274 ha, in 57 Häusern mit 65 Familien, darunter ein Evangelischer                                             |
| 1880 | 620       | am 1. Dezember, auf einer Fläche von 274 ha, in 61 Häusern, davon 615 Katholiken, davon vier Evangelische und eine jüdische Person |
| 1885 | 805       | [ 10 ] [ 11 ] |
| 1890 | 736       | in 64 Häusern mit 148 Haushaltungen, davon 715 Katholiken und 21 Evangelische                                                      |
| 1905 | 4279      | davon 566 Evangelische; nach anderen Angaben 4359 Einwohner                                                                        |
| 1910 | 5795      | am 1. Dezember |

| Jahr      | 1962 | 1968 | 1975 | 1982 | 1990 | 1999 | 2007 | 2019 |
| Einwohner | 9337 | 8136 | 7018 | 5944 | 5583 | 5286 | 4989 | 4515 |

Seit dem Niedergang des Bergbaus in Lothringen nimmt die Einwohnerzahl von Nilvange kontinuierlich ab.

## Sehenswürdigkeiten

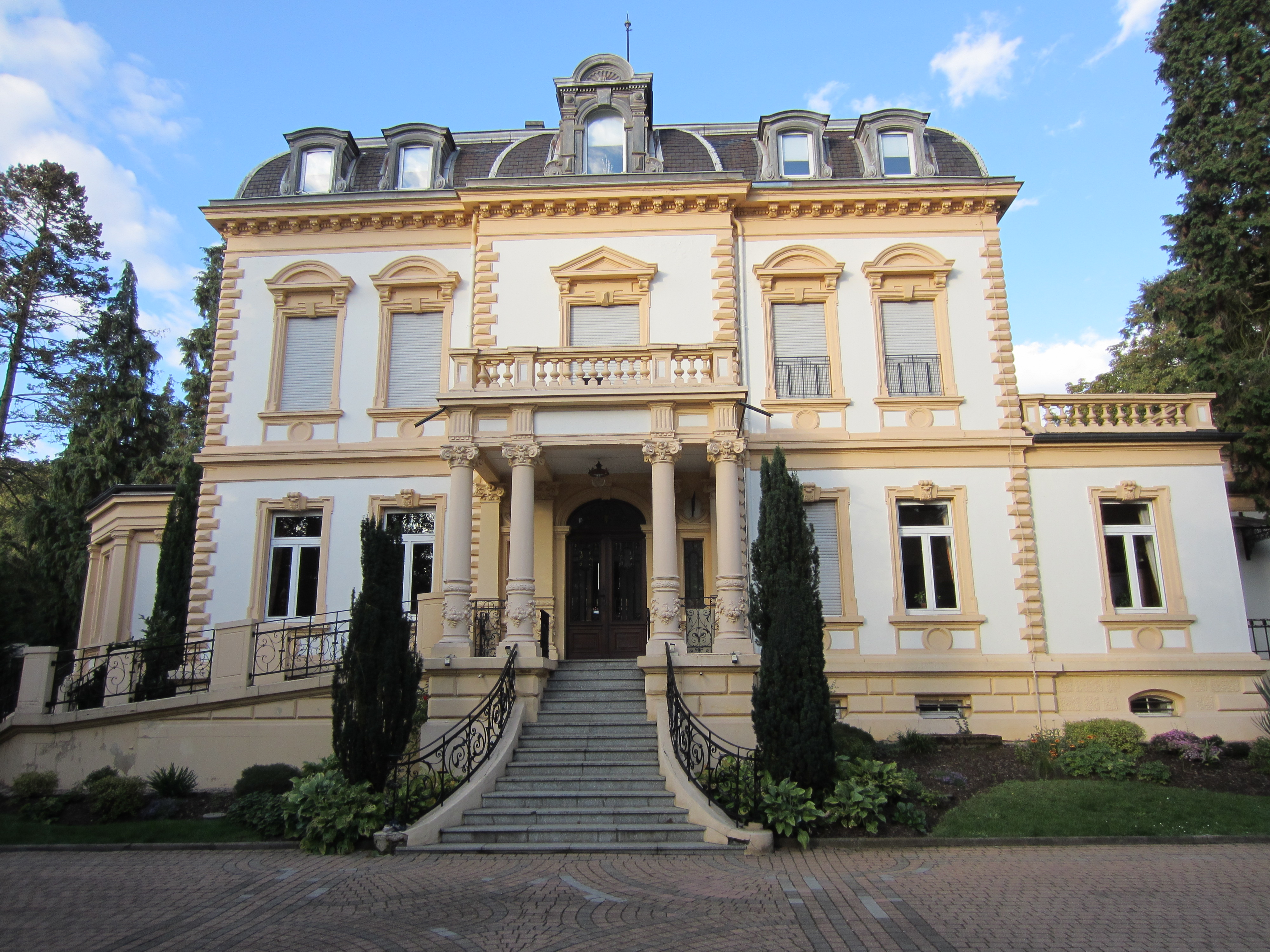
Schloss Nilvingen
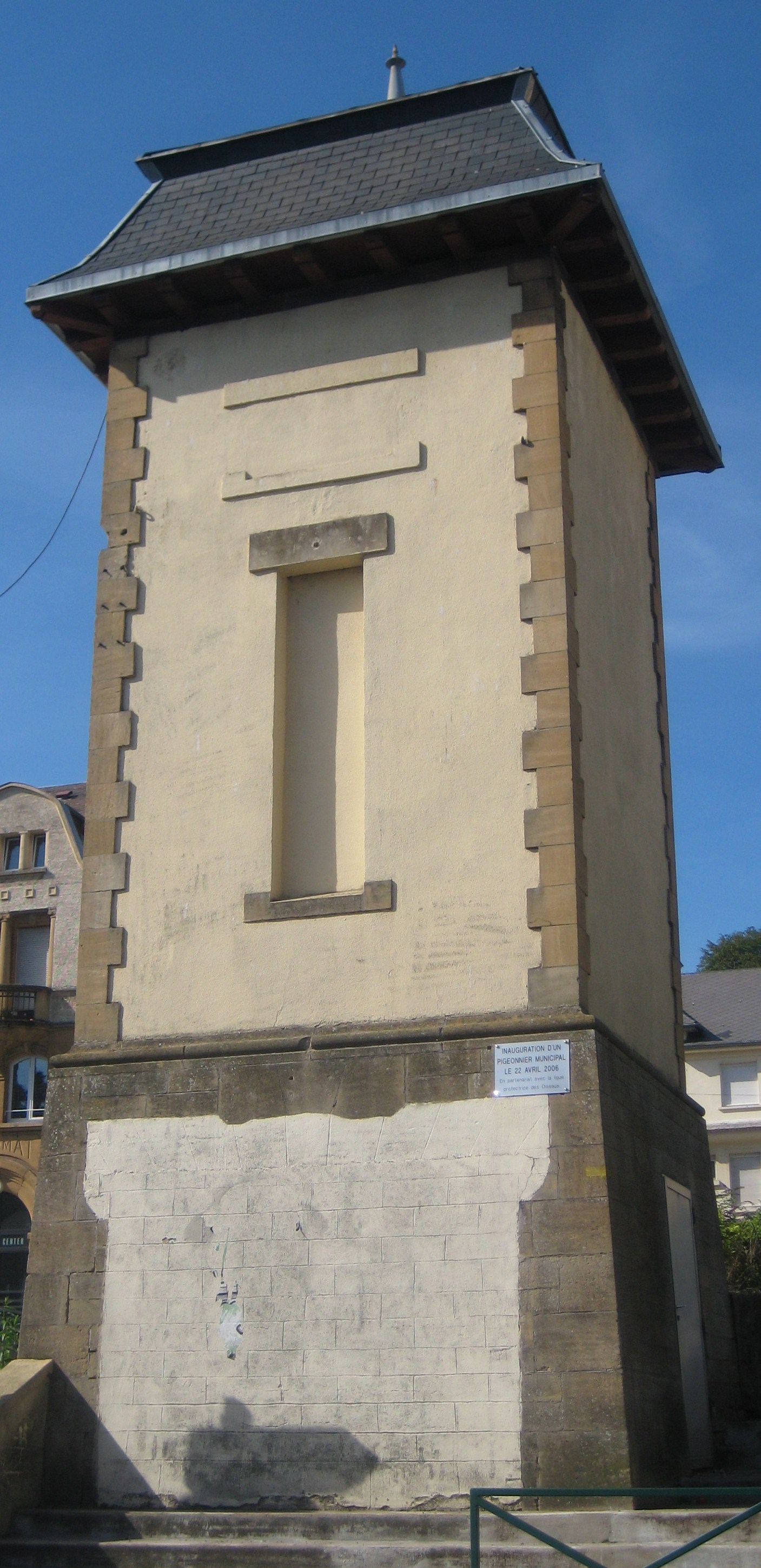
Taubenturm
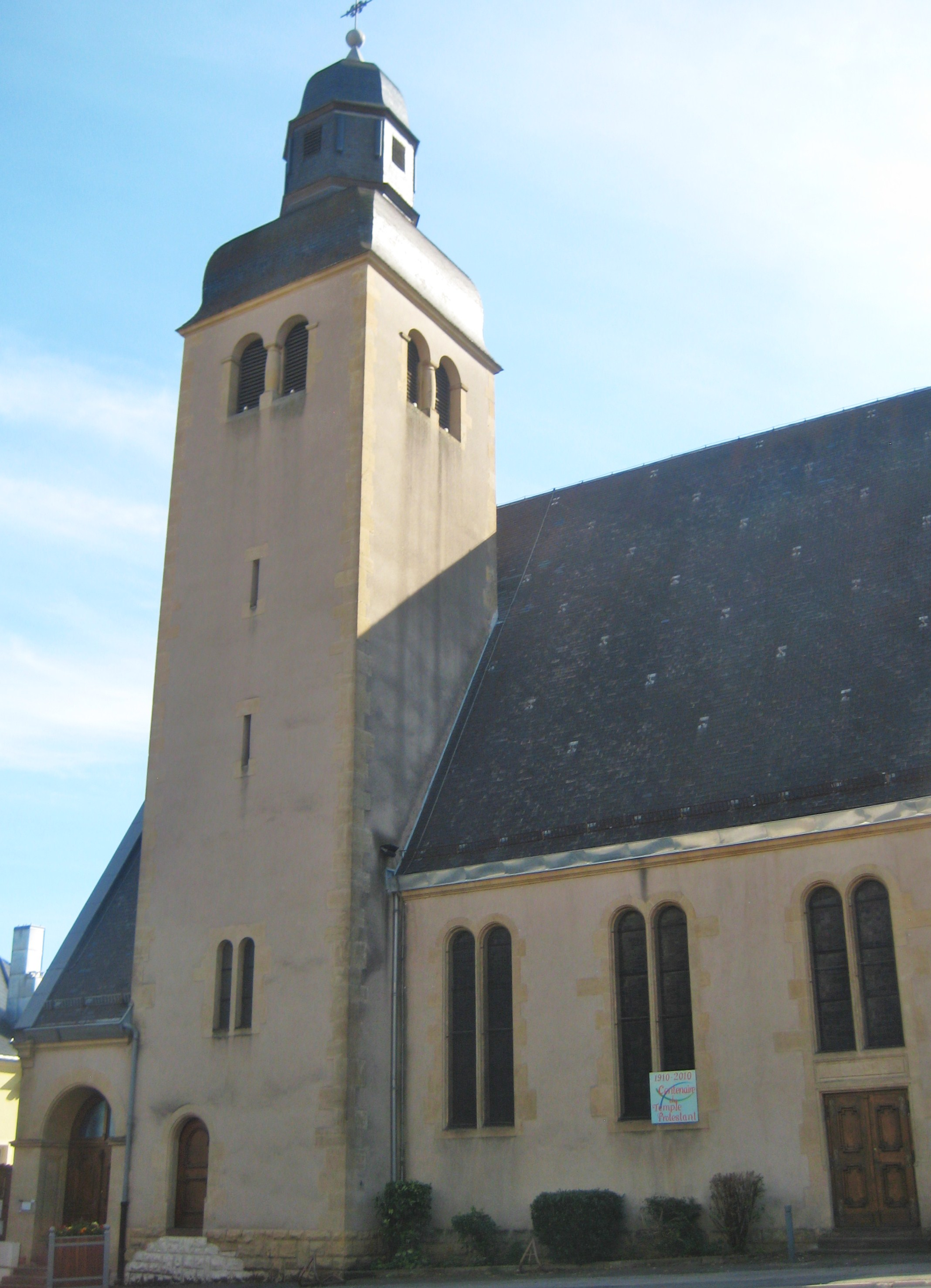
Protestantische Kirche
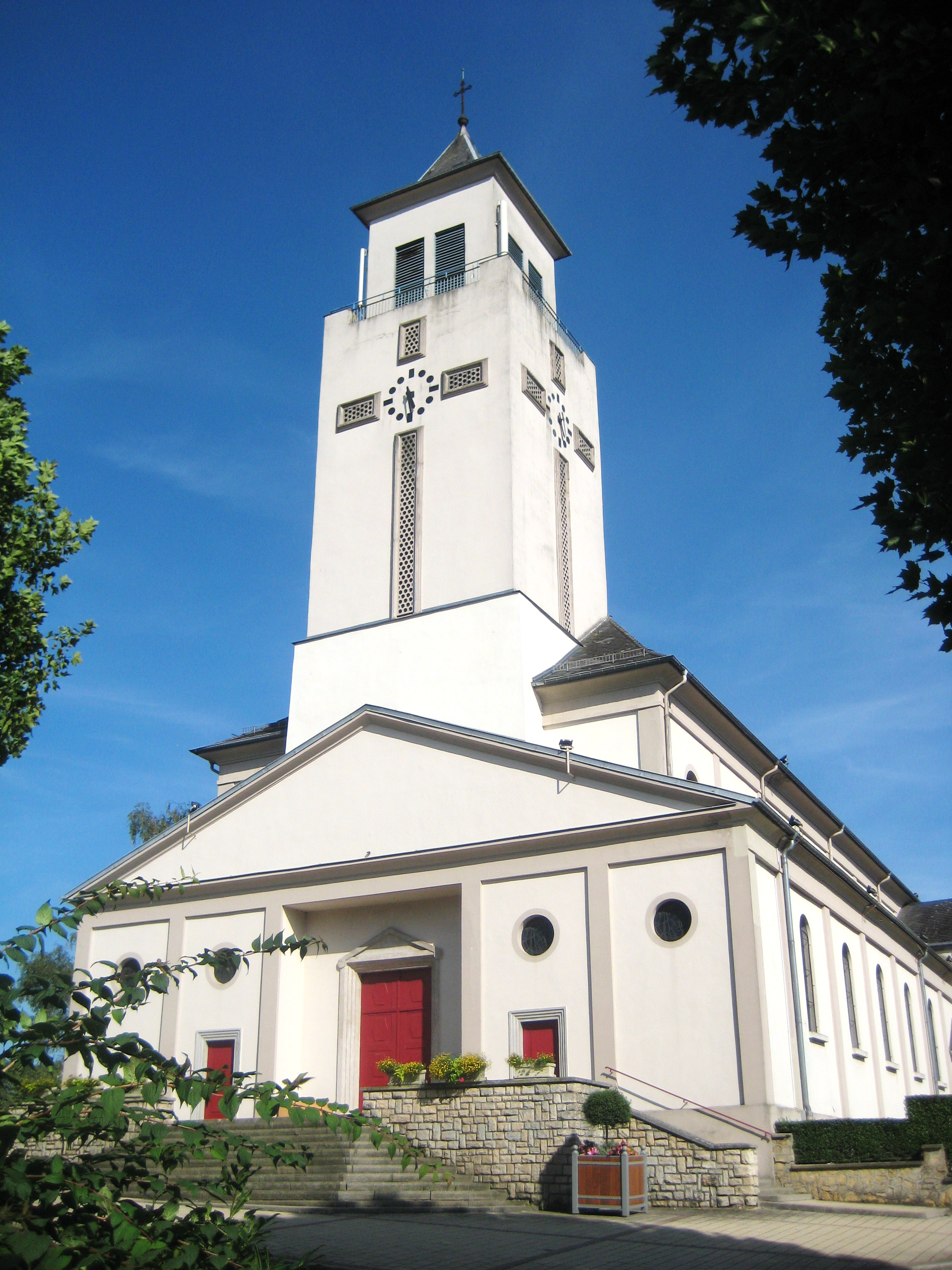
Kirche St. Jacques-le-Majeur
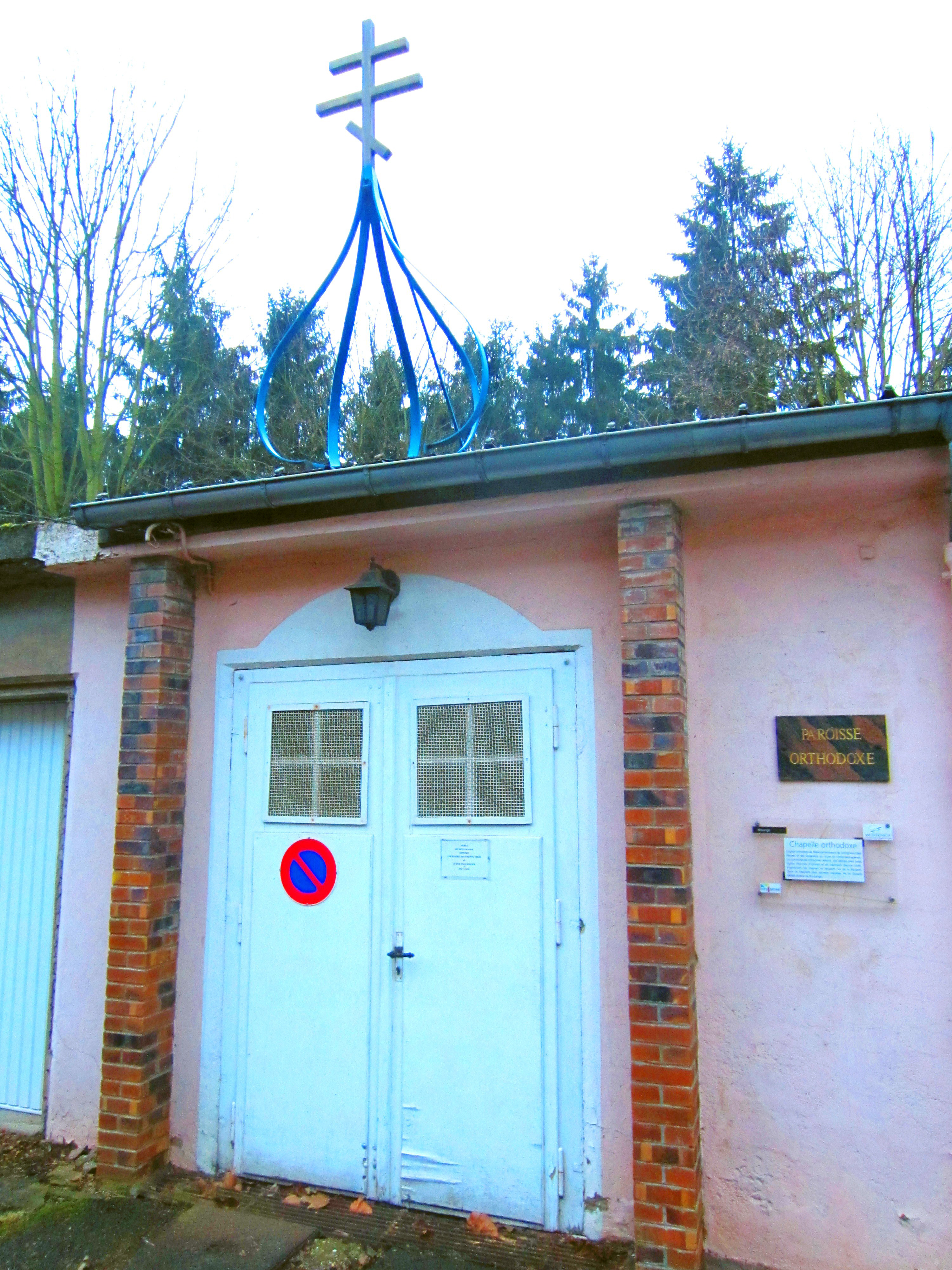
Russisch-orthodoxe Kapelle

## Belege
1. 1 2  Vollständiges geographisch-topographisch-statistisches Orts-Lexikon von Elsass-Lothringen. Enthaltend: die Städte, Flecken, Dörfer, Schlösser, Gemeinden, Weiler, Berg- und Hüttenwerke, Höfe, Mühlen, Ruinen, Mineralquellen u. s. w. mit Angabe der geographischen Lage, Fabrik-, Industrie- u. sonstigen Gewerbethätigkeit, der Post-, Eisenbahn- u. Telegraphen-Stationen u. geschichtlichen Notizen etc. Nach amtlichen Quellen bearbeitet von H. Rudolph. Louis Zander,  Leipzig 1872, Sp. 61, siehe Teutz (online)
2. 1 2 3  Eugen H. Th. Huhn: Deutsch-Lothringen. Landes-, Volks- und Ortskunde, Stuttgart 1875, S. 318 (online).
3. ↑  Georg Wolfram: Die Urkunden Ludwigs des Deutschen für das Glossindenkloster in Metz von 875 November 25, in:  Mittheilungen des Instituts für österreichische Geschichtsforschung , Band XI, Innsbruck 1890, S. 1–27, insbesondere  S. 4, linke Spalte, S. 13, S. 15 und S. 25 (online).
4. ↑  Vollständiges geographisch-topographisch-statistisches Orts-Lexikon von Elsass-Lothringen. Enthaltend: die Städte, Flecken, Dörfer, Schlösser, Gemeinden, Weiler, Berg- und Hüttenwerke, Höfe, Mühlen, Ruinen, Mineralquellen u. s. w. mit Angabe der geographischen Lage, Fabrik-, Industrie- u. sonstigen Gewerbethätigkeit, der Post-, Eisenbahn- u. Telegraphen-Stationen u. geschichtlichen Notizen etc. Nach amtlichen Quellen bearbeitet von H. Rudolph. Louis Zander, Leipzig 1872, Sp. 77–78 unten (online).
5. 1 2  Nilvingen, Lexikoneintrag in: Meyers Großes Konversations-Lexikon. 6. Auflage, Band 14, Leipzig/Wien 1908, S. 703 (Zeno.org)
6. ↑  Wappenbeschreibung auf genealogie-lorraine.fr (französisch)
7. 1 2 3 4 5  Nilvange (Nilvingen) – statistische Angaben der Arbeitsgruppe für Demographie und Geschichte der École des hautes études en sciences sociales (EHESS), Frankreich
8. ↑  Georg Lang: Der Regierungs-Bezirk Lothringen. Statistisch-topographisches Handbuch, Verwaltungs-Schematismus und Adressbuch, Metz 1874, S. 109 (online).
9. ↑  Statistisches Büro des Kaiserlichen Ministeriums für Elsaß-Lothringen (Hrsg.): Ortschafts-Verzeichniß von Elsaß-Lothringen.  Aufgestellt auf Grund der Volkszählung vom 1. Dezember 1880. Friedrich Bull, Straßburg 1884, S. 113, Ziffern 1364 (online).
10. 1 2 3 4  Michael Rademacher: Landkreis Diedenhofen, Elsaß-Lothringen. Online-Material zur Dissertation, Osnabrück 2006. In: eirenicon.com.
11. 1 2  Statistisches Büreau des Kaiserlichen Ministeriums für Elsaß-Lothringen: Die Bewegung der Bevölkerung in Elsaß-Lothringen, Druck von M. DuMont-Schauberg, Straßburg 1893, S. 106–107, Kanton Fentsch, Ziffer 9 (online).
12. ↑  Kreis Diedenhofen-West -  gemeindeverzeichnis.de (U. Schubert, 2021)
13. ↑  Nilvingen, Kreis Diedenhofen-West, Elsass-Lothringen, in: Meyers Gazetteer (mit Eintrag aus Meyers Orts- und Verkehrslexikon, Ausgabe 1912, sowie einer historischen Landkarte der Umgebung von Nilvingen).